# 陕西陆军测量学校
陕西陆军测量学校乃清朝末年成立，其时名曰「陕西陆军测绘学堂」，1911年辛亥革命后改名「陕西陆军测量学校」。

## 简介
民国2年（1913年）2月24日中华民国大总统批准《各省陆军测量学校章程》。
章程规定
- 各省陆军测量学校附属该省陆军测量局内，设寻常科，分三角、地形、制图三课、制图课分绘图、撮影、刷印3班；
- 招生条件为年龄18～22岁，中学2年以上文化程度，学制一年半。
- 学校设校长一名，主任教员3名，教员、助教、职员各若干名，监学一名；
- 学生在校一切费用由学校供给，每生每月发津贴银币3元；
- 课程偏重实施，除课堂教学，还有野外实习200日。
  - 教学课程分基础课和专业课两大类，
    1. 基础课有:平面、解析几何，平面、球面三角，高等数学，最小自乘法，物理，化学，外文。
    2. 专业课有:地形测图学、制图学、撮影学、刷印学、军事学等。

  - 考试按门20分为满分，平均18分以上为优等。12分以上及各门均在8分以上者列等，平均不满12分者不列等。

## 校友
陕西陆军测量学校共毕业3期学生，于民国5年（1917年）停办。
陕西陆军测量学校培养了一批测量技术人才，据陕西省陆地测量局民国32年（1943年）职员名册，局有此校毕业生一期3人，二期12人，三期2人，其中三角科1人，地形科和制图科各8人；
校友
- 赵寿山
- 孙蔚如
- 段惠诚（1896～1972）陕西省岐山县人，和赵寿山、孙蔚如同期毕业于陕西陆军测量学校，曾任西北大学测量课教员，民国19～31年任陕西省陆地测量局局长，中共建政后，任西北地形测量队队长、陕西省地质局测绘队总工程师。

## 相关
测量学校